# I liga paragwajska w piłce nożnej (1993)
Mistrzem Paragwaju został klub Club Olimpia, natomiast wicemistrzem Paragwaju – Cerro Porteño.
Sezon podzielony został na trzy etapy. Na podstawie wyników w dwóch pierwszych etapach sporządzono tabelę, która zadecydowała o tym, które kluby zagrają w trzecim, decydującym etapie. Trzeci etap po trzech kolejkach został przerwany. Federacja uznała, że tytuł mistrza powinien otrzymać lider niedokończonego trzeciego etapu. Drugi w tym etapie klub zmierzył się o tytuł wicemistrza Paragwaju z triumfatorem turnieju Copa Republica.
Do turniejów międzynarodowych zakwalifikowały się następujące kluby:
- Copa Libertadores 1994: Club Olimpia, Cerro Porteño
- Copa CONMEBOL 1994: Cerro Corá Asunción

## Pierwszy etap

### Tabela końcowa pierwszego etapu 1993
| Poz | Klub                               | Mecze | Zw | Rem | Por | Pkt | BrZd | BrStr |
| --- | ---------------------------------- | ----- | -- | --- | --- | --- | ---- | ----- |
| 1   | Club Olimpia                       | 11    | 6  | 5   | 0   | 17  | 19   | 4     |
| 2   | Cerro Porteño                      | 11    | 7  | 3   | 1   | 17  | 16   | 6     |
| 3   | Club Guaraní                       | 11    | 5  | 4   | 2   | 14  | 16   | 11    |
| 4   | Sportivo Luqueño                   | 11    | 4  | 4   | 3   | 12  | 15   | 13    |
| 5   | Club Presidente Hayes              | 11    | 5  | 1   | 5   | 12  | 14   | 11    |
| 6   | Club Nacional                      | 11    | 2  | 7   | 2   | 11  | 12   | 14    |
| 7   | Cerro Corá Asunción                | 11    | 3  | 5   | 3   | 11  | 11   | 9     |
| 8   | Club Sol de América                | 11    | 2  | 5   | 4   | 9   | 12   | 17    |
| 9   | Atlético Colegiales                | 11    | 2  | 5   | 4   | 9   | 12   | 17    |
| 10  | Club River Plate                   | 11    | 3  | 2   | 6   | 8   | 8    | 12    |
| 11  | Club Libertad                      | 11    | 2  | 3   | 6   | 7   | 7    | 15    |
| 12  | Sport Colombia Fernando de la Mora | 11    | 1  | 4   | 6   | 6   | 6    | 19    |

Z powodu równej liczby zdobytych punktów rozegrano mecz barażowy, który miał na celu wyłonienie zwycięzcy pierwszego etapu.
| Mecz                                             |
| ------------------------------------------------ |
| Club Olimpia – Cerro Porteño 0:0(dog), karne 5:4 |

Klubom przyznano bonusy – za pierwsze miejsce 2 punkty, za drugie – 1,5 punktu, za trzecie – 0,75 punktu, za czwarte – 0,5 punktu.

## Drugi etap

### Tabela końcowa drugiego etapu 1993
| Poz | Klub                               | Mecze | Zw | Rem | Por | Pkt | BrZd | BrStr |
| --- | ---------------------------------- | ----- | -- | --- | --- | --- | ---- | ----- |
| 1   | Club Olimpia                       | 11    | 8  | 3   | 0   | 19  | 20   | 4     |
| 2   | Atlético Colegiales                | 11    | 6  | 2   | 3   | 14  | 14   | 6     |
| 3   | Cerro Porteño                      | 11    | 4  | 4   | 3   | 12  | 10   | 5     |
| 4   | Club River Plate                   | 11    | 6  | 0   | 5   | 12  | 10   | 8     |
| 5   | Club Nacional                      | 11    | 4  | 4   | 3   | 12  | 10   | 10    |
| 6   | Club Guaraní                       | 11    | 4  | 3   | 4   | 11  | 11   | 15    |
| 7   | Cerro Corá Asunción                | 11    | 4  | 3   | 4   | 11  | 15   | 13    |
| 8   | Sportivo Luqueño                   | 11    | 3  | 4   | 4   | 10  | 12   | 17    |
| 9   | Club Presidente Hayes              | 11    | 4  | 1   | 6   | 9   | 13   | 19    |
| 10  | Sport Colombia Fernando de la Mora | 11    | 3  | 2   | 6   | 8   | 9    | 12    |
| 11  | Club Libertad                      | 11    | 2  | 4   | 5   | 8   | 6    | 11    |
| 12  | Club Sol de América                | 11    | 1  | 4   | 6   | 6   | 10   | 19    |

Klubom przyznano bonusy – za pierwsze miejsce 2 punkty, za drugie – 1,5 punktu, za trzecie – 0,75 punktu, za czwarte – 0,5 punktu.

## Sumaryczna tabela sezonu 1993
Tabela sumaryczna sporządzona w oparciu o sumę punktów i bonusów zdobytą przez poszczególne kluby w poprzednich dwóch etapach mistrzowskich rozgrywek. Do etapu decydującego o tytule mistrza Paragwaju zakwalifikowało się 8 najlepszych klubów w tej tabeli.
| Poz | Klub                               | Punkty |
| --- | ---------------------------------- | ------ |
| 1   | Club Olimpia                       | 40     |
| 2   | Cerro Porteño                      | 31,25  |
| 3   | Club Guaraní                       | 25,75  |
| 4   | Atlético Colegiales                | 24     |
| 5   | Sportivo Luqueño                   | 22,5   |
| 6   | Club Nacional                      | 23     |
| 7   | Cerro Corá Asunción                | 22     |
| 8   | Club River Plate                   | 20,5   |
| 9   | Club Presidente Hayes              | 20     |
| 10  | Club Libertad                      | 15     |
| 11  | Sport Colombia Fernando de la Mora | 14     |
| 12  | Club Sol de América                | 14     |

## Trzeci etap – runda finałowa
| Mecz                                       |
| ------------------------------------------ |
| Club Olimpia – Club River Plate 3:1        |
| Club Olimpia – Atlético Colegiales 2:0     |
| Club Olimpia – Cerro Corá Asunción 2:2     |
| Cerro Porteño – Sportivo Luqueño 1:3       |
| Cerro Porteño – Cerro Corá Asunción 2:1    |
| Cerro Porteño – Club Nacional 4:1          |
| Club Guaraní – Club River Plate 1:1        |
| Club Guaraní – Atlético Colegiales 1:0     |
| Club Guaraní – Club Nacional 1:1           |
| Sportivo Luqueño – Atlético Colegiales 1:1 |
| Sportivo Luqueño – Club Nacional 0:0       |
| Club River Plate – Cerro Corá Asunción 1:1 |

### Tabela trzeciego etapu 1993
| Poz | Klub                | Mecze | Zw | Rem | Por | Pkt  | BrZd | BrStr |
| --- | ------------------- | ----- | -- | --- | --- | ---- | ---- | ----- |
| 1   | Club Olimpia        | 3     | 2  | 1   | 0   | 9,00 | 7    | 3     |
| 2   | Cerro Porteño       | 3     | 2  | 0   | 1   | 6,25 | 7    | 5     |
| 3   | Club Guaraní        | 3     | 1  | 2   | 0   | 4,75 | 3    | 2     |
| 4   | Sportivo Luqueño    | 3     | 1  | 2   | 0   | 4,50 | 4    | 2     |
| 5   | Club River Plate    | 3     | 0  | 2   | 1   | 2,50 | 3    | 5     |
| 6   | Atlético Colegiales | 3     | 0  | 1   | 2   | 2,00 | 1    | 4     |
| 7   | Cerro Corá Asunción | 3     | 0  | 2   | 1   | 2,00 | 4    | 5     |
| 8   | Club Nacional       | 3     | 0  | 2   | 1   | 2,00 | 2    | 5     |

Rozgrywki nie zostały dokończone. W tej sytuacji federacja piłkarska zdecydowała, że o mistrzostwie zadecyduje końcowa kolejność w tabeli niedokończonej finałowej rundy.
Mecze barażowe o tytuł wicemistrza Paragwaju, dającego prawo gry w Copa Libertadores 1994. Pojedynek stoczył drugi w tabeli klub Cerro Porteño ze zwycięzcą turnieju Copa Republica Cerro Corá Asunción.
| Mecz                                    |
| --------------------------------------- |
| Cerro Porteño – Cerro Corá Asunción 3:1 |
| Cerro Corá Asunción – Cerro Porteño 1:1 |

## Klasyfikacja strzelców w sezonie 1993
| Gole | Piłkarz                     | Klub             |
| ---- | --------------------------- | ---------------- |
| 13   | Francisco Flaminio Ferreira | Sportivo Luqueño |